# نورتروپ فرای
نورتورپ فرای (به انگلیسی: Northrop Frye) زاده ۱۹۱۲ در کانادا درگذشته ۱۹۹۱میلادی فیلسوف و اسطوره‌شناس است.

## زندگی
فرای در کانادا زاده شد. در سال ۱۹۳۳ در رشته فلسفه از دانشگاه تورنتو مدرک کارشناسی دریافت کرد. ابتدا کشیش شد، اما این شغل را رها کرد و در سال ۱۹۳۹ مدرس زبان انگلیسی شد. در آن دوران وی مجذوب اشعار ویلیام بلیک شد و به مطالعه اسطوره روی آورد. ده سال در این زمینه مطالعه کرد و حاصل آن را در اثری با عنوان کالبدشناسی نقد منتشر کرد که از جمله آثار مهم نقد اسطوره‌شناختی محسوب می‌شود. او در سال ۱۹۹۱ درگذشت.

## ترجمه به فارسی
- تخیل فرهیخته ، ترجمه ی سعید ارباب شیرانی  . مرکز نشر دانشگاهی. ۱۳۷۲
- تحلیل نقد، ترجمه صالح حسینی و ویراستاری مژده دقیقی، نشر نیلوفر، ۱۳۷۷.
- رمز کل ( کتاب مقدس و ادبیات ) ، ترجمه ی صالح حسینی .انتشارات نیلوفر .  ۱۳۷۹
- صحیفه های زمینی ، ترجمه ی هوشنگ رهنما. نشر کتاب هرمس. ۱۳۸۴
- ابلهان زمان، ترجمه ی هلن اولیایی نیا . ناشر فردا. ۱۳۸۸